# Cagiva C594
La Cagiva C594 è una moto-prototipo della casa Cagiva, il cui nome è dovuto dall'unione di più lettere e numeri "C", "5" e "94", dove "C" sta per "Cagiva", "5" sta per "500" (come la classe del mondiale e la cilindrata), "94" sta per 1994 (anno in cui è stato portato in gara il modello), questa moto infatti corse nel motomondiale del 1994.

## Descrizione
La moto era munita di una centralina con 3 diverse mappature dell'accensione e con un contagiri del motore con visualizzazione del regime a banda digitale, con fondoscala a 14.000 rpm. Il forcellone ritorna ad essere in alluminio, mentre nella parte finale del campionato ricomparirà la soluzione in carbonio. Infine il motore perde leggermente in potenza massima, ma migliora la gestibilità.

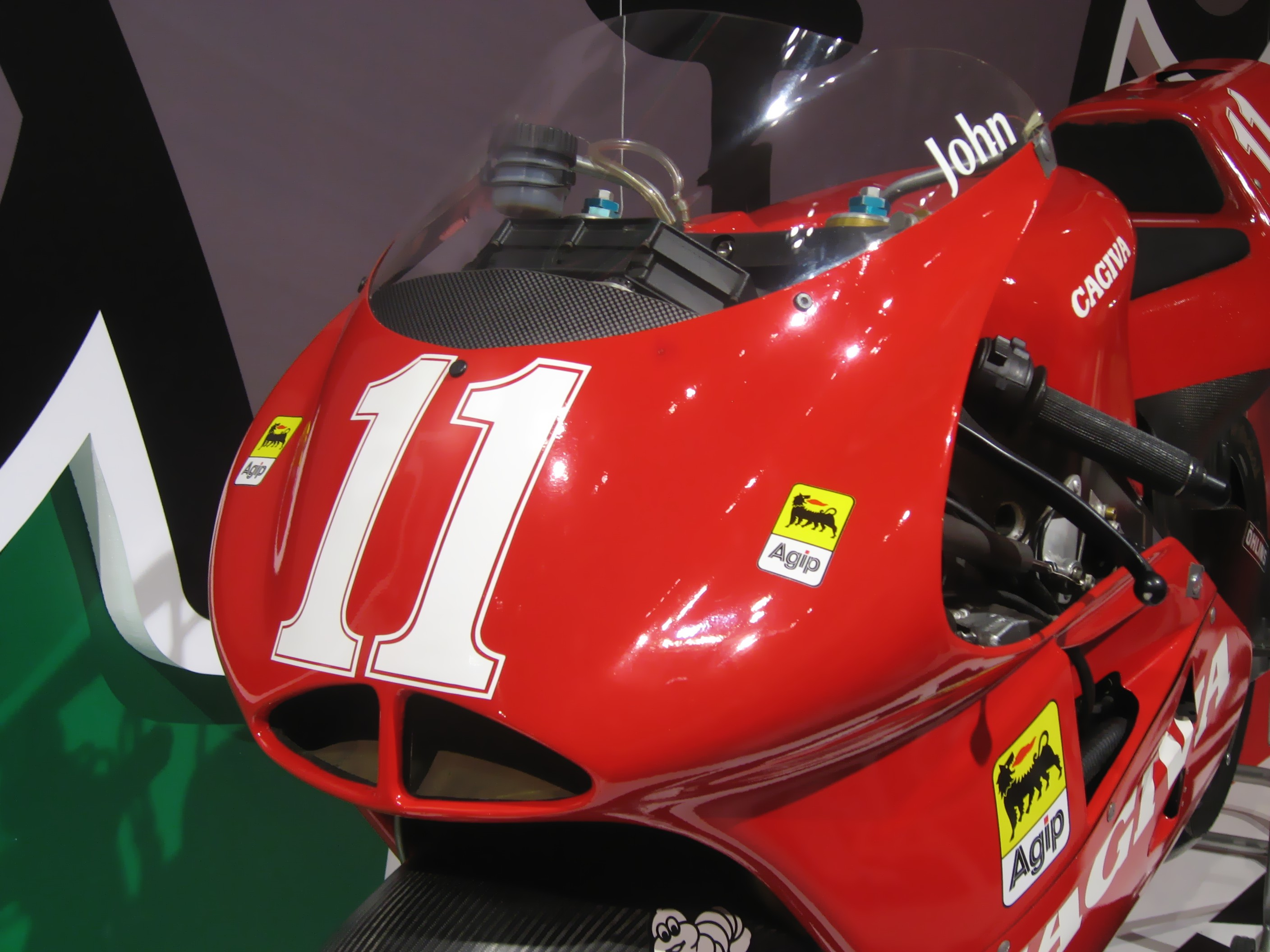
Dettaglio del cupolino della C594 #11 di John Kocinski, con la caratteristica presa d'aria sdoppiata.

Quest'anno le moto schierate, a dispetto della stagione precedente, saranno tutte e due munite di presa d'aria centrale sul cupolino, divisa in due da un traversino in modo da migliorarne la funzionalità e dividere i flussi d'aria, evitando comportamenti anomali degli stessi.

## Risultati nelle competizioni
Questa moto è l'evoluzione della V593 e risultò essere la migliore Cagiva da Gran Premio mai costruita, che permise a John Kocinski di piazzarsi 3° a fine campionato, mentre il suo compagno Doug Chandler si piazzò 9°.
Questa moto fu usata per l'ultima volta nel 1995 da Pierfrancesco Chili al Gran Premio d'Italia per via dell'abbandono delle corse da parte di Cagiva.

## Modello rievocativo
Nel 2004, a dieci anni dal ritiro dalle gare, la Cagiva produsse la "C594 anniversario" una piccola serie di 25 pezzi numerati fedeli al modello originale con cui John Kocinski iniziò la sua storia con Cagiva (C593), al prezzo di 125.000 €, per ricordare le ultime apparizione nel campionato mondiale, inoltre la C594 è stata anche il modello da cui è stato preso spunto per l'estetica di un modello di produzione stradale, la Cagiva Mito SP525, come era stato fatto anche in precedenza, nel 1989 con la C589, per la prima serie della Mito.

## Progetti derivati
La Cagiva F4, prototipo del 1995, riprende ampiamente dal punto di vista estetico i maggiori tratti della C594, specialmente nelle linee del cupolino; successivamente rivista nella veste e in altre parti, fece da base per lo sviluppo nel 1998 della MV Agusta F4.
A quasi un quarto di secolo di distanza dall'ultima esibizione in pista della Cagiva, nel corso della stagione 2019 del Motomondiale la MV Agusta F2, motocicletta esordiente nella classe Moto2, ha introdotto una veste aerodinamica che, anteriormente, riprende fedelmente quella della C594: questa è stata portata al debutto a partire dal Gran Premio del Mugello.